# Masters of Chant Chapter VII
Masters of Chant Chapter VII è il decimo album del gruppo tedesco Gregorian.

## Tracce
1. Meadows of Heaven (Nightwish)
2. One (U2)
3. It Will Be Forgiven
4. Sweet Child o' Mine (Guns N' Roses)
5. A Face in the Crowd (Tom Petty)
6. The Carpet Crawlers (Genesis)
7. Arrival (ABBA)
8. Enjoy the Silence (Depeche Mode)
9. A Whiter Shade of Pale (Procol Harum)
10. Running Up That Hill (Kate Bush)
11. Molly Ban (Irish Trad)
12. Kashmir (Led Zeppelin)
13. Chasing Cars (Snow Patrol)
14. Don't Leave Me Now (Supertramp)